# Aalst (okręg)
Aalst (nld. Arrondissement Aalst, fr. Arrondissement administratif d'Alost, niem. Bezirk Aalst) – okręg w północnej Belgii, w Regionie Flamandzkim, w prowincji Flandria Wschodnia. 

## Podział administracyjny
Okręg podzielony jest na dziesięć gmin (nld. gemeente, fr. commmune, niem. Gemeinde), w skład których wchodzą 72 dzielnice (deelgemeente)
| - Aalst (Alost), miasto - Baardegem - Erembodegem - Gijzegem - Herdersem - Hofstade - Meldert - Moorsel - Nieuwerkerken - Denderleeuw - Iddergem - Welle - Erpe-Mere - Aaigem - Bambrugge - Burst - Erondegem - Erpe - Mere - Ottergem - Vlekkem - Geraardsbergen (Grammont / Gerhardsbergen), miasto - Goeferdinge - Grimminge - Idegem - Moerbeke - Nederboelare - Nieuwenhove - Onkerzele - Ophasselt - Overboelare - Schendelbeke - Smeerebbe-Vloerzegem - Viane - Waarbeke - Zandbergen - Zarlardinge - Haaltert - Denderhoutem (Denderhautem) - Heldergem - Kerksken - Herzele - Borsbeke - Hillegem - Ressegem - Sint-Antelinks (Saint-Antelinkx) - Sint-Lievens-Esse (Essche-Saint-Liévin) - Steenhuize-Wijnhuize - Woubrechtegem - Lede - Impe - Oordegem - Smetlede - Wanzele - Ninove, miasto - Appelterre-Eichem - Aspelare - Denderwindeke - Lieferinge - Meerbeke - Nederhasselt - Neigem - Okegem - Outer (Oultre) - Pollare - Voorde - Sint-Lievens-Houtem (Hautem-Saint-Liévin) - Bavegem - Letterhoutem (Letterhautem) - Vlierzele - Zonnegem - Zottegem, miasto - Elene - Erwetegem - Godveerdegem - Grotenberge - Leeuwergem - Oombergen - Sint-Goriks-Oudenhove (Audenhove-Saint-Géry) - Sint-Maria-Oudenhove (Audenhove-Sainte-Marie) - Strijpen - Velzeke-Ruddershove (Velsique-Ruddershove) |